# Набэмоно
Набэмоно (яп. 鍋物, «горшок» + «вещь») — общий термин для блюд японской кухни, готовящихся в горшке на манер фондю.
Приём пищи из общего горшка считается важной особенностью набэмоно; японская поговорка «сидеть у горшка» (яп. 鍋を囲む набэ о какому) означает тёплые отношения, которые создаст поедание пищи из набэ.

## Описание
Большинство набэмоно — это супы и тушёные блюда, которые подают в холода. На столе горшок сохраняют горячим с помощью портативных печей. Набэмоно часто готовятся прямо на столе, и едоки сами выбирают степень приготовленности ингредиентов. К блюду подают соусы для макания.
Основные разновидности набэмоно — со слабым бульоном (обычно из водоросли комбу), например, юдофу (яп. 湯豆腐 юдо:фу) и мидзутаки (яп. 水炊き), которые употребляют с соусом «тарэ» (соевый соус, тушёный с даси или уксусом), этот вид ценится за вкус ингредиентов; набэмоно с густым бульоном с мисо, соевым соусом, даси — ёсэнабэ (яп. 寄鍋), одэн и сукияки, к которым соусов не подают.
Горшки обычно делают из глины или чугуна, они называются соответственно донабэ (яп. 土鍋 до:набэ) и тэцунабэ (яп. 鉄鍋). Глина задерживает тепло, а чугун распространяет его вокруг, поэтому сукияки готовят на тэцунабэ.

## Разновидности
- Ёсэнабэ — наиболее популярный в Японии вид набэмоно. «Ёсэ» означает «сборный», и, аналогично немецкому айнтопфу, в ёсэнабэ кладут всё подряд: мясо, морепродукты, водоросли, яйца, тофу, овощи. Ингредиенты готовятся вместе на бульоне на основе мисо или соевого соуса.
- Тянконабэ изначально было едой сумоистов. В тянконабэ много ингредиентов, так как это блюдо должно было помочь сумотори набрать массу тела. Среди существующих рецептов — тянконабэ с фрикадельками, курятиной, овощами и удоном.
- Юдофу — очень простое блюдо из тофу, варёного в бульоне из комбу, подаётся с пондзу и другими соусами.
- Сукияки — тонконарезанная говядина, тофу, овощи и крахмальная лапша в бульоне с соевым соусом. Употребляется с сырым яйцом в качестве соуса-дипа.
- Одэн.
- Сябу-сябу — говядина и другие ингредиенты с пондзу или кунжутным маслом.
- Моцунабэ[англ.] (яп. もつ鍋) — основным ингредиентом являются говяжьи или свиные субпродукты, блюдо региональной кухни Фукуоки, популяризованное в 1990-х. Обычное моцунабэ состоит из свежих коровьих субпродуктов, варёных с капустой и джусаем. После употребления твёрдых ингредиентов на остатках бульона готовят тямпон (яп. , ちゃんぽん). Бульон готовят на мисо или соевом соусе.

### Региональные набэмоно
- Хоккайдо
  - Исикари-набэ: лосось, тушёный в бульоне на мисо с овощами: дайконом, тофу, конняку, китайской капустой, картофелем, салатной хризантемой, сиитакэ и сливочным маслом.

- Тохоку
  - Киритампо-набэ: киритампо (рисовая колбаска, запечённая на гриле) в курином бульоне с курятиной, лопухом, конняку. Блюдо Акиты.

- Канто
  - Хонто-набэ: блюдо префектуры Яманаси, хото, вид удона, тушится с мисо, соком восковой тыквы, китайской капустой, морковью, таро и другими ингредиентами.
- Ниигата
  - Момидзи-набэ: оленина, лопух, сиитакэ, лук, конняку, тофу, зелень в бульоне на мисо.

- Кансай
  - Удон-суки: удон в бульоне с различными дополнительными ингредиентами;
  - харихаринабэ[англ.]: китовое мясо[англ.] и мицуна. Типичное блюдо Осаки.

- Тюгоку
  - Фугу-тири: ломтики фугу в даси с листовыми овощами (например, салатной хризантемой и китайской капустой), к фугу-тири подаётся пондзу;
  - Дотэ-набэ: устрицы, китайская капуста, тофу и салатная хризантема в горшочке, край которого покрыт мисо.

- Сикоку
  - Бэнкэй но на дзиру (яп. 弁慶の菜汁, бэнкэйский суп с зеленью): утятина, мясо дикого борова, курятина, говядина, свинина, дайкон, морковь, мидзуна, хиру (лук) с клёцками из гречихи и риса.

- Кюсю
  - Мидзутаки: курятина с китайской капустой, нэги, сиитакэ или другие грибы, тофу, салатная хризантема, лапша сиратаки, тушёные в простом бульоне.

## Соусы
К набэмоно обычно подаётся соус, а также его разновидности с чесноком, маслом, красным перцем, жареным кунжутом, смесью тёртого дайкона, редиса и красного перца.
- Пондзу: типичный пондзу готовят из сока цитрусовых (лимона, юдзу, горького апельсина) сладкого сакэ на бульоне из комбу.
- Гомадарэ: тёртый кунжут, кунжутное масло, соевый соус, уксус, даси, сакэ и сахар.
- Сырое яйцо (приготавливается из-за температуры обмакиваемых в него ингредиентов).